# Olympische Winterspiele 1956/Teilnehmer (Schweden)
| Gelbes Symbol für Goldmedaillen mit stilisierten Olympischen Ringen | Graues Symbol für Silbermedaillen mit stilisierten Olympischen Ringen | Braundes Symbol für Bronzemedaillen mit stilisierten Olympischen Ringen |
| ------------------------------------------------------------------- | --------------------------------------------------------------------- | ----------------------------------------------------------------------- |
| 2                                                                   | 4                                                                     | 4                                                                       |

Schweden nahm an den VII. Olympischen Winterspielen 1956 in der italienischen Gemeinde Cortina d’Ampezzo mit einer Delegation von 58 Athleten in acht Disziplinen teil, davon 50 Männer und 8 Frauen. Mit zwei Gold-, vier Silber- und vier Bronzemedaillen war Schweden die sechstbeste Nation bei den Spielen.
Fahnenträger bei der Eröffnungsfeier war der Skispringer Bror Östman.

## Teilnehmer nach Sportarten

### Bob
Männer, Zweier
- Olle Axelsson, Tryggve Sundström (SWE-1)
17. Platz (5:46,65 min)

- Sven Erbs, Walter Aronson (SWE-2)
3. Lauf nicht beendet

Männer, Vierer
- Olle Axelsson, Ebbe Wallén, Sune Skagerling, Gunnar Åhs (SWE-1)
16. Platz (5:23,54 min)

- Kjell Holmström, Sven Erbs, Walter Aronson, Jan Lapidoth (SWE-2)
13. Platz (5:23,18 min)

### Eishockey
Männer
| - Lars Svensson - Yngve Casslind - Bertz Zetterberg - Lars Björn - Åke Lassas - Vilgot Larsson - Ove Malmberg - Holger Nurmela - Sven Tumba | - Sigurd Bröms - Hans Öberg - Ronald Pettersson - Nils Nilsson - Lars-Eric Lundvall - Stig Andersson-Tvilling - Hans Andersson-Tvilling - Stig Carlsson |

- 4. Platz

### Eiskunstlauf
Frauen
- Alice Lundström
19. Platz (136,34)

### Eisschnelllauf
Männer
- Bertil Eng
500 m: 15. Platz (42,6 s)
1500 m: 11. Platz (2:13,1 min)

- Sigvard Ericsson
500 m: 37. Platz (44,2 s)
1500 m: 6. Platz (2:11,0 min)
5000 m: Silber  (7:56,7 min)
10.000 m: Gold  (16:35,9 min, olympischer Rekord)

- Bengt Malmsten
500 m: 7. Platz (41,9 s)
1500 m: 17. Platz (2:14,6 min)

- Gunnar Ström
500 m: 42. Platz (44,7 s)
1500 m: 22. Platz (2:15,6 min)
10.000 m: 15. Platz (17:17,0 min)

- Sven Andersson
5000 m: 22. Platz (8:16,9 min)
10.000 m: 13. Platz (17:13,5 min)

- Olle Dahlberg
5000 m: 7. Platz (8:01,8 min)
10.000 m: 8. Platz (17:01,3 min)

- Gunnar Sjölin
5000 m: 12. Platz (8:06,7 min)

### Nordische Kombination
- Bengt Eriksson
Einzel (Normalschanze / 15 km): Silber  (437,400)

### Ski Alpin
Männer
- Lars Mattsson
Abfahrt: 32. Platz (3:50,4 min)

- Stig Sollander
Abfahrt: 10. Platz (3:05,4 min)
Riesenslalom: 16. Platz (3:17,1 min)
Slalom: Bronze  (3:20,2 min)

- Olle Dalman
Riesenslalom: 29. Platz (3:24,9 min)
Slalom: 15. Platz (3:37,6 min)

- Åke Nilsson
Riesenslalom: 20. Platz (3:21,4 min)
Slalom: 14. Platz (3:37,3 min)

- Hans Olofsson
Riesenslalom: disqualifiziert
Slalom: disqualifiziert

Frauen
- Eivor Berglund
Abfahrt: 15. Platz (1:51,6 min)
Riesenslalom: 26. Platz (2:04,9 min)
Slalom: disqualifiziert

- Ingrid Englund
Abfahrt: 18. Platz (1:51,8 min)
Riesenslalom: 25. Platz (2:04,5 min)
Slalom: disqualifiziert

- Vivi-Anne Wassdahl
Abfahrt: 42. Platz (2:08,0 min)
Riesenslalom: 31. Platz (2:06,4 min)
Slalom: 28. Platz (2:30,8 min)

### Skilanglauf
Männer
- Sixten Jernberg
15 km: Silber  (50:14 min)
30 km: Silber  (1:44:30 h)
50 km: Gold  (2:50:27 h)
4 × 10 km Staffel: Bronze  (2:17:42 h)

- Lennart Larsson
15 km: 8. Platz (51:03 min)
30 km: 8. Platz (1:46:56 h)
4 × 10 km Staffel: Bronze  (2:17:42 h)

- Per-Erik Larsson
15 km: 12. Platz (51:44 min)
30 km: 7. Platz (1:46:51 h)
4 × 10 km Staffel: Bronze  (2:17:42 h)

- Gunnar Samuelsson
15 km: 15. Platz (52:39 min)
30 km: 11. Platz (1:48:23 h)
4 × 10 km Staffel: Bronze  (2:17:42 h)

- Sture Grahn
50 km: 10. Platz (3:06:32 h)

- Inge Limberg
50 km: 12. Platz (3:10:19 h)

- Arthur Olsson
50 km: 11. Platz (3:10:03 h)

Frauen
- Anna-Lisa Eriksson
10 km: 13. Platz (40:56 min)
3 × 5 km Staffel: Bronze  (1:09:48 h)

- Irma Johansson
10 km: 7. Platz (40:20 min)
3 × 5 km Staffel: Bronze  (1:09:48 h)

- Barbro Martinsson
10 km: 14. Platz (41:04 min)

- Sonja Edström-Ruthström
10 km: Bronze  (38:23 min)
3 × 5 km Staffel: Bronze  (1:09:48 h)

### Skispringen
- Holger Karlsson
Normalschanze: 41. Platz (176,0)

- Bror Östman
Normalschanze: 14. Platz (204,5)

- Sven Pettersson
Normalschanze: 5. Platz (220,0)

- Erik Styf
Normalschanze: 44. Platz (169,0)